# Юрково (Курганская область)
Юрково — деревня в Белозерском районе Курганской области России. Входит в состав Светлодольского сельсовета.

## География
Деревня находится на севере области, в лесостепной зоне, при автодороге 37Н-0215, на расстоянии примерно 16 километров (по прямой) к западу-северо-западу (WNW) от села Белозерского, административного центра района. Абсолютная высота — 137 метров над уровнем моря.
Климат
Климат характеризуется как континентальный с холодной малоснежной зимой и тёплым сухим летом. Среднегодовая температура — 2 °C. Средняя температура воздуха самого тёплого месяца (июля) составляет 20 °C (абсолютный максимум — 41 °C); самого холодного (января) — −17 °C (абсолютный минимум — −48 °C). Среднегодовое количество атмосферных осадков составляет 385 мм, из которых 290 мм выпадает в период с апреля по октябрь. Устойчивый снежный покров держится в течение 145 дней.
Часовой пояс
Деревня Юрково, как и вся Курганская область, находится в часовой зоне МСК+2. Смещение применяемого времени относительно UTC составляет +5:00.

## Население
| 1989 | 2002 | 2010 |
| ---- | ---- | ---- |
| 206  | →206 | ↘159 |

Гендерный состав
По данным Всероссийской переписи населения 2010 года в гендерной структуре населения мужчины составляли 42,1 %, женщины — соответственно 57,9 %.
Национальный состав
Согласно результатам Всероссийской переписи населения 2002 года, в национальной структуре населения русские составляли 91 %.